# Carmen Tronescu
Carmen Tronescu, auch Carmen Radenovici und Radenovic, (* 12. Mai 1981 in Sinaia) ist eine ehemalige rumänische Bobpilotin.
Tronescu startete ab 2006/07 mit dem Zweierbob im Europacup und im Weltcup. Ihre Anschieberin war zuerst Andreea Mitachescu, später dann Alina Savin. 2010 nahm Tronescu an den  Olympischen Winterspielen teil. Mit Alina Savin erreichte sie in Vancouver mit dem rumänischen Zweierbob den 15. Platz. Bei der Europameisterschaft 2011 in Winterberg landeten die beiden auf dem 12. Rang und bei der Weltmeisterschaft kurz danach am Königssee wurden die Rumäninnen 19. im Zweierbob und 15. im Mannschaftswettbewerb. Ihre beste Weltcupplatzierung erreichte Tronescu mit der Anschieberin Cristine Spătaru in der Saison 2011/12 mit Rang 14 beim Rennen in Winterberg.